# Walther Fröbe
Walther Fröbe war seit 1930 Hauptschriftleiter (Chefredakteur) der nationalsozialistischen Schleswig-Holsteinischen Tageszeitung (SHTZ).
Der promovierte Nationalökonom wurde nach Arbeitslosigkeit und Tätigkeiten für die Handwerkskammern in Flensburg und Meldorf und die Interessenvertretung des bäuerlichen Mittelstandes in Schleswig-Holstein ohne besondere journalistische Erfahrung vom NS-Gauleiter Hinrich Lohse zum Chefredakteur der SHTZ gemacht. Er sorgte für eine gemäßigte Ausrichtung des Blattes. Sein Vorgänger Bodo Uhse hatte zu offensichtlich mit den Aktionen und den Akteuren der schleswig-holsteinischen Landvolkbewegung sympathisiert.